# Даниель-Лесюр
Жан-Ив Даниель-Лесюр, известный как Дание́ль-Лесю́р (фр. Jean-Yves Daniel-Lesur; 19 ноября 1908, Париж — 2 июля 2002, там же) — французский композитор, музыкант-органист.

## Биография
Родился в музыкальной семье. Его мать, Алиса Лесюр, была композитором.
Учился в Парижской консерватории у Жоржа Коссада и Жана Галлона, по классу органа — у Ш. Турнемира.
В 1927—1937 годах работал церковным органистом в Париже.
В 1935 году стал профессором контрапункта в «Схола канторум», а в 1957—1962 гг был её директором.
В 1936 году вместе с Андре Жоливе, Оливье Мессианом и Ивом Бодрие был одним из основателей группы композиторов «Молодая Франция» (La Jeune France) , пытавшихся восстановить более человечную и менее абстрактную форму музыкальной композиции. La Jeune France стала развитием более раннего проекта — общества камерной музыки La Spirale, созданного ими же в предыдущем году.
С 1962 года — музыкальный консультант программ французского телевидения.
С 1971 по 1973 год — директор Парижской национальной оперы.

## Творчество
Как композитор сочетает экспрессивность музыкального языка с ясностью и изяществом стиля. Издал в Париже каталог собственных произведений с предисловием (1958).

## Избранные музыкальные сочинения
- опера — Андреа дель Сарто (по А. Мюссе, 1968);
- балет — Бал судьбы (фр. Le bal du destin, совм. с А. Жоливе, 1956, Ницца);
- кантата — Благовещение (L’annonciation, для чтеца, смешанного хора и камерного оркестра, 1952);
- для оркестра — Симфония танцев (Symphonie de danses, 1958), Праздничная увертюра (Ouverture pour un festival, 1951), ричеркар (1939);
- для камерного оркестра — сюита Звезда Севильи (по Лопе де Вега, 1941), пастораль (1938);
- для фортепиано с оркестром — Камерный концерт (Concerto da camera, 1953), пассакалья (1937), вариации (1943);
- камерно-инструментальные ансамбли — секстет для флейты, гобоя, клавесина и струн. трио (1948), сюиты — Средневековая сюита (Suite medievale, для флейты, арфы и струн трио, 1945);
- для фортепиано — пьесы, этюды;
- для органа — пьесы;
- хоры — Песнь колонн (Cantique des colonnes, с орк., 1957), Праздничная месса (Messe du jubilé, с органом и камерн. орк., 1960), 10 народных песен (10 Chansons populaires, a cappella), Французские песни (Chansons françaises, a cappella, 1942), Песня песней (Cantique des cantiques, a cappella, 1953) и др.